# Байтуреев, Бахытжан Сельмагович
Бахытжан Сельмекович Байтуреев (род. 24 декабря 1967, Алма-Ата, СССР) — советский и казахстанский волейболист, Мастер спорта СССР, Мастер спорта международного класса Республики Казахстан, Заслуженный тренер Республики Казахстан по волейболу.

## Биография

### Карьера игрока
Первым тренером Бахытжана Байтуреева был Ербол Газизович Молдажанов. Потом, когда он попал в юношескую сборную Казахской ССР, его тренером был Амангельды Клычбаевич Султанов, игрок легендарного (известного) алма-атинского «Буревестника», чемпиона СССР и обладателя Кубка Европейских чемпионов. Затем он играл в дублирующем составе команды мастеров Высшей лиги СССР «Дорожник» (Алма-Ата) под руководством Николая Михайловича Рагозина, параллельно тренировался в молодёжной сборной Казахской ССР под руководством опытных наставников Юрия Рафаэловича Гуревича и Сергея Семёновича Сенченко.
Затем выступал в команде мастеров «Дорожника» под руководством Валерия Ивановича Кравченко и Зангара Асанхановича Джаркешева. В 1989 году занял третье место на Всесоюзной спартакиаде народов СССР. В 1991 году стал победителем последнего розыгрыша кубка СССР. В том же году укомплектованная в основном игроками алма-атинского клуба сборная СНГ выиграла бронзовые медали на Всемирной универсиаде студентов в английском Шеффилде. В 1991—1993 годах играл в составе алма-атинской команды «Азамат» и национальной сборной РК под руководством Евгения Витальевича Сивкова. В 1993 году в составе этой команды выиграл золотую медаль клубного чемпионата Азии в японском городе Хиросима и завоевал звание MVP (самый полезный игрок) турнира.
В Японию команда приехала в очень странном виде. У них отсутствовала нормальная форма, обувь, они были одеты в майки непонятного размера и фасона. Для иностранцев — всё это дикость, но, для спортивной команды Казахстана того времени — привычное явление.
Фаворитами турнира считались клубы «Большой азиатской тройки» — Японии, Южной Кореи и Китая. «Азамат» же были неведомой командой, о которой никто не имел никакого представления. Однако, они быстро заставили с собой считаться.
В финале соревнования им противостоял японский «Fuji Film» — чемпион свой страны, имеющий в составе 3–4 игроков национальной сборной Японии. По ходу матча «Азамат» уступал со счётом 1:2, но, в итоге добился волевой победы. Для местных болельщиков это был шок.
Это было первое достижение подобного уровня от команды по игровым видам спорта из независимого Казахстана. Когда они приехали в Японию спустя полгода, к ним уже было совсем другое отношение.
На чемпионате континента среди сборных награды между собой разыгрывали всё те же Китай, Япония и Южная Корея. И они явно не ожидали, что в их «междусобойчик» вмешается кто-то ещё. В полуфинале казахстанская команда обыграла Китай. В решающей встрече она билась против корейцев, над которыми, кстати, брала верх в матче группового этапа. К сожалению, в финале сборная Казахстана уступила (1:3).
В феврале 1993-го в составе мужской национальной сборной поехал на турнир, посвящённый Исламской революции. Как вспоминал Байтуреев:
Вы не представляете, в какую ужасную гостиницу они нас заселили, от города было далеко, антисанитарные условия, очень плохое питание, время в зале для тренировок толком не давали. В первой игре мы выступили против сборной провинции Мазендеран и разгромили её. После этого матча нас сразу же перевели в хороший отель в городе, и для нас моментально нашлось время для нормальной подготовки в спортзале. Мы заставили себя уважать.
После этого Байтуреев играл во Франции в командах «Paris-Saint-Germain» и «Paris Universite Club» (где получил приз «Лучший принимающий чемпионата») и России — в команде «Автомобилист» (Санкт-Петербург) под руководством чемпиона Московской Олимпиады 1980 года, главного тренера сборной СССР Вячеслава Алексеевича Платонова, которому он тоже очень благодарен.

### Карьера тренера
После завершения карьеры игрока тренировал различные команды.
Будучи главным тренером женской сборной РК, его команда завоевала бронзовые медали Азиатских Игр 2010 года, впервые за историю страны.

## Игровая карьера
- 1983—1991 — «Дорожник» (Алма-Ата)
- 1986—1991 — Национальная сборная (КазССР)
- 1988 — Национальная сборная-2 (СССР)
- 1993—1994 — «PUC» (Париж)
- 1994—1995 — «PSG» (Париж)
- 1995—1996 — «Самотлор» (Нижневартовск)
- 1996—1998 — «Автомобилист» (Санкт-Петербург)
- 2000—2001 — «Bordeaux-Volley» (Бордо)
- 1991—2002 — Национальная сборная (Казахстан)

## Тренерская карьера
- 2002—2007 — «SMOC» (Saint-Jean-de-Braye) — главный тренер
- 2008—2010 — «Астана» (Астана) — главный тренер
- 2010 — Национальная сборная Казахстана (Казахстан) — помощник тренера
- 2010—2011 — Национальная сборная Казахстана (Казахстан) — главный тренер
- 2011—2014 — «Тараз» (Тараз) — главный тренер
- 2014—2015 — «Шыгыс» (Усть-Каменогорск) — главный тренер
- 2015—2016 — «Атырау» (Атырау) — главный тренер
- 2018—2019 — молодёжная женская команда «Локомотив» (Калининград) — главный тренер[3]
- 2019—2020 — женская команда «Протон» (Саратов) — помощник главного тренера
- 2020—2021 — женская команда «Енисей» (Красноярск) — помощник главного тренера
- 2021—н. в. — молодёжная мужская команда «Буревестник» (Алма-Ата) — главный тренер

## Достижения

### Игровые
- 1991, 3-е место, Всемирная Универсиада
- 1991, победитель Кубка СССР
- 1993, победитель Клубного Чемпионата Азии
- 1993, 2-е место Чемпионата Азии
- 1993—1994 — 3-е и 2-е место Чемпионата Франции
- 1994—1995 — 2-е место Кубка Франции
- 1995—1996 — 3-е место Российской Суперлиги

### Тренерские
- 2010 — 3-е место Азиатских Игр
- 2013 — Заслуженный тренер Республики Казахстан по волейболу
- 2021 — 1-е место Высшей Лиги (дублирующие команды) Казахстана

### Личные
- Лучший игрок Азии 1993 года
- MVP Клубного Чемпионата Азии 1993 года
- Лучший принимающий Чемпионата Франции 1993—1994 года
- Номинация «10 лучших спортсменов десятилетия Республики Казахстан» 2000 года